# Kristofer Schipper
Kristofer Marinus Schipper (Eda község, 1934. október 23. – Amszterdam, 2021. február 18.) kínai neve pinjin hangsúlyjelekkel: Shī zhōurén; magyar népszerű: Si Csou-zsen; kínaiul: 施舟人) holland sinológus.

## Élete, munkássága
A Svédországban született Schipper a hollandiai Edam közelében nőtt fel. Egyetemi tanulmányait követően Tajvanon végezett kutatómunkát. Különösen a taoizmushoz kapcsolódó rituálék és szertartások érdekelték. 1968-ban taoista pappá avatták. A Leideni Egyetem nyugalmazott professzora, de tanított a Sorbonne-on is. Párizsban az École pratique des hautes études vezetője. Vendégprofesszorként megfordult a Fucsoui és a Csangcsoui Egyetemeken is Kínában. A Holland Királyi Tudományos és Művészeti Akadémia tagja. Legjelentősebb sinológia munkája a mintegy 1 500 művet számláló Ming-kori taoista kánon első tudományos feldolgozása. Le corps taoïste. Corps physique, corps social című munkájáért 1985-ben Stanislas Julien-díjjal jutalmazták.
Felesége a kínai Yuan Bingling.

## Főbb művei
- The Taoist Canon, ed. Kristofer Schipper and Franciscus Verellen, The University of Chicago Press, 2005, ISBN 978-0-226-73817-8
- The Taoist Body. Berkeley: University of California Press, 1993

Schipper, Kristofer, Tao. De levende religie van China, Amsterdam (Meulenhoff) 1988, ISBN 90-290-7731-X (5e druk 2006)
Translation by Schipper of his Le corps taoïste. Corps physique, corps social, Parijs (Fayard), 1982
- Zhuangzi, De innerlijke geschriften, transl. from the Chinese by Kristofer Schipper, Amsterdam (Meulenhoff), 1997, ISBN 90-290-5619-3
- Zhuang Zi, De volledige geschriften. Het grote klassieke boek van het taoïsme, transl. from the Chinese and annotated by Kristofer Schipper, Amsterdam (Uitgeverij Augustus) 2007, ISBN 978-90-457-0085-4, 439 pg.

## Fordítás
- Ez a szócikk részben vagy egészben  a   Kristofer Schipper című angol Wikipédia-szócikk ezen változatának fordításán alapul.  Az eredeti cikk szerkesztőit annak laptörténete sorolja fel. Ez a jelzés csupán a megfogalmazás eredetét és a szerzői jogokat jelzi, nem szolgál a cikkben szereplő információk forrásmegjelöléseként.